# Jimmy Casella
Fiore Casella, meglio conosciuto come "Jimmy" Casella (New York, 3 giugno 1924 – 10 agosto 1976), è stato un giocatore di poker statunitense.
Fu tra i pionieri del Texas hold 'em, ed uno dei migliori giocatori di Razz. Protagonista nel corso degli anni cinquanta a Las Vegas nel cash game high-stakes, si affermò nel corso degli anni settanta anche nel poker sportivo vincendo tre braccialetti delle World Series of Poker tra il 1971 ed il 1974, nel Razz e nel Seven Card Stud.

## Biografia
Casella nacque a New York da genitori di origini italiane.
Trasferitosi a Las Vegas nel corso degli anni cinquanta, era presenza fissa nei tavoli di High-low split al Casinò Flamingo, insieme a giocatori del calibro di Puggy Pearson, Johnny Moss, Chip Reese. Si dedicò con successo anche al Texas hold 'em, specialità della quale fu tra i primi giocatori di Las Vegas.
Fu tra i sei giocatori che presero parte al primo Main Event della storia delle WSOP, datato 1971.
Negli anni settanta si specializzò nel Razz, divenendone uno dei migliori giocatori dell'epoca. Alle World Series of Poker 1971 (seconda edizione della manifestazione) vinse il suo primo braccialetto nel Limit Razz. Alle World Series of Poker 1974 fu protagonista di due successi: $1.000 Seven Card Razz e $10.000 Seven Card Stud, che gli valsero una vincita complessiva di oltre 65.000 dollari.
Casella morì di cancro nell'agosto 1976.

## Braccialetti WSOP
| Anno | Torneo                  | Premio (US$) |
| ---- | ----------------------- | ------------ |
| 1971 | Limit Razz              | $10.000      |
| 1974 | $1.000 Razz             | $25.000      |
| 1974 | $10.000 Seven Card Stud | $41.225      |